# Vitale Falier
Vitale Falier de' Doni o Dodoni (Venezia, prima metà dell'XI secolo – Venezia, dicembre 1095 o 1096) è stato un politico italiano, 32º doge della Repubblica di Venezia.

## Biografia
Era membro del ramo dei Falier soprannominato Dedoni o Dedonis, una delle più antiche e potenti famiglie del Ducato di Venezia. Al di là delle tradizioni, che lo vorrebbero padre di un altro doge, Ordelaffo Falier, è difficile ricostruirne la parentela e la discendenza basandosi sui documenti dell'epoca; è certo solo che ebbe una figlia della quale fu padrino di battesimo l'imperatore Enrico IV.
Non si conosce nulla di certo nemmeno sulla sua carriera precedente alla sua elezione. Forse era un consiliarius, ovvero uno stretto collaboratore del doge.
Il Falier assunse il potere nel dicembre del 1084, dopo la deposizione di Domenico Silvo. La situazione, soprattutto dal punto di vista estero, era tutt'altro che rosea: i Veneziani erano accorsi in aiuto di Alessio I Comneno che era stato attaccato dai Normanni di Roberto il Guiscardo; dopo alcuni successi iniziali, erano stati duramente sconfitti con pesanti perdite di uomini e navi.
Il problema dei Normanni fu liquidato nel giro di poco tempo, visto che l'armata nemica venne indebolita da un'epidemia che aveva colpito gli stessi Guiscardo e Boemondo, suo figlio. L'aiuto dato ai Bizantini fruttò una serie di vantaggi per i Veneziani: fu infatti confermata la crisobolla emessa dall'imperatore nel 1082 con la quale venivano concessi privilegi economici quali la libertà nei commerci e tre scali commerciali presso il Corno d'Oro. Dal canto suo, il doge otteneva il titolo di protosebastos e, secondo Andrea Dandolo, la signoria sulla Dalmazia e la Croazia (in realtà in nessun documento è riportato il titolo di dux Chroatiae, che fu invece utilizzato dal successore Vitale I Michiel).
Restava da definire la posizione del Ducato nella lotta per le investiture. Se infatti Domenico Silvo aveva mantenuto un atteggiamento di sostanziale neutralità, il recente conflitto sull'Adriatico aveva contrapposto i Veneziani ai Normanni, alleati del papa. Negli anni successivi il doge ebbe stretti rapporti, anche personali, con l'imperatore Enrico IV: nel marzo 1095 l'imperatore era a Padova, per passare a Mestre in giugno dove concesse un privilegio al monastero di San Zaccaria di cui era badessa Maria Falier, parente di Vitale; nel maggio successivo, mentre si trovava a Treviso, fu raggiunto da una legazione dogale che lo invitò a Venezia, dove tenne a battesimo la figlia del doge e rinnovò il pactum con il Ducato, aggiungendovi anzi il privilegio di stoccare merci provenienti dal Sacro Romano Impero. Questa generosità nei confronti dei Veneziani è giustificata se si pensa che l'imperatore era stato scomunicato dal pontefice e quindi cercava aiuto. Si inserisce in questo clima di tensione internazionale la risistemazione della fortezza di Loreo, sull'Adige, estremo baluardo meridionale del Ducato (1094).
Durante il governo del Falier si conclusero i lavori che portarono la chiesa di San Marco a trasformarsi in una grande basilica con pianta a croce greca e cupola, sul modello della chiesa dei Dodici Apostoli di Costantinopoli. L'8 ottobre 1094 avvenne la traslazione delle reliquie di san Marco nella cripta da poco ultimata; qualche leggenda parla di uno smarrimento delle reliquie seguito a un miracoloso ritrovamento.
Gli ultimi anni di dogado furono segnati da una grave crisi legata a una serie di calamità naturali con conseguenti rivolte popolari. Il Falier morì durante questa situazione di disordine e fu seppellito nel 1096 (per Roberto Cessi nel 1095) nell'atrio della basilica di San Marco, dopo undici anni e sette mesi (o tre mesi secondo alcuni) di governo. Secondo una tradizione poco veritiera, la sua tomba fu profanata dal popolo affamato per una carestia e la bara fu bersagliata con tozzi di pane.
La sua tomba è la più antica sepoltura di dogi conservata a San Marco, anche se il suo attuale aspetto dev'essere Duecentesco.